# Plaine des Triffa
Plaine des Triffa är en slätt i Marocko.   Den ligger i regionen Oriental, 400 km öster om huvudstaden Rabat.